# Vardan Mamikonian
Vardan Mamikonian (393 – Piana di Avaryr, 26 maggio 451) è stato un militare armeno.
È conosciuto per aver comandato l'esercito armeno nella battaglia di Avarayr nel 451, che ha definitivamente garantito la libertà agli armeni di professare il cristianesimo.
È ricordato come uno dei più grandi leader spirituali e militari armeni, di cui è considerato eroe nazionale.

## Biografia
Vardan Mamikonian è nato nel 393 da Hamazasp Mamikonian (in armeno Համազասպ Մամիկոնյան?) e Sahakanoush (Սահականուշ), figlia di Isacco d'Armenia.
Dopo che Vardan diventò Sparapet (comandante supremo delle forze armate) nel 432, i persiani lo mandarono a Ctesifonte. Dopo il suo ritorno nel 450, Vardan ripudiava la religione persiana e istigò una ribellione armena nei confronti dei Sassanidi.
Vardan morì nella battaglia di Avaryr.

## Venerazione
Dopo la sua morte, fu proclamato santo dalla Chiesa apostolica armena
È anche venerato dalla Chiesa Cattolica Armena e dalla Chiesa evangelica armena
Molte grandi chiese armene sono dedicate a San Vardan, inclusa la cattedrale di San Vardan a New York.
Il nome Vardan o Vartan è molto comune tra gli armeni.